# Каннеро-Рив'єра
Каннеро-Рив'єра (італ. Cannero Riviera, п'єм. Càner) — муніципалітет в Італії, у регіоні П'ємонт,  провінція Вербано-Кузіо-Оссола.
Каннеро-Рив'єра розташоване на відстані близько 550 км на північний захід від Рима, 135 км на північний схід від Турина, 15 км на північний схід від Вербанії.
Населення — 976 осіб (2014).
Щорічний фестиваль відбувається другого понеділка липня. Покровитель — Madonna del Carmine.

## Демографія
Населення за роками:

Станом на 1 січня 2023 року в муніципалітеті офіційно проживало 88 іноземців з 20 країн, серед них 30 громадян країн Євросоюзу та 1 громадянин України.

## Сусідні муніципалітети
- Аурано
- Бреццо-ді-Бедеро
- Каннобіо
- Джерміньяга
- Луїно
- Оджеббіо
- Трарего-Віджона